# ويليام إف. بولجر
ويليام إف. بولجر (بالإنجليزية: William F. Bolger)‏ هو عسكري أمريكي، ولد في 13 مارس 1923 في واتربوري في الولايات المتحدة، وتوفي في 21 أغسطس 1989 في مقاطعة أرلنغتون في الولايات المتحدة.